# Robert F. Kennedy

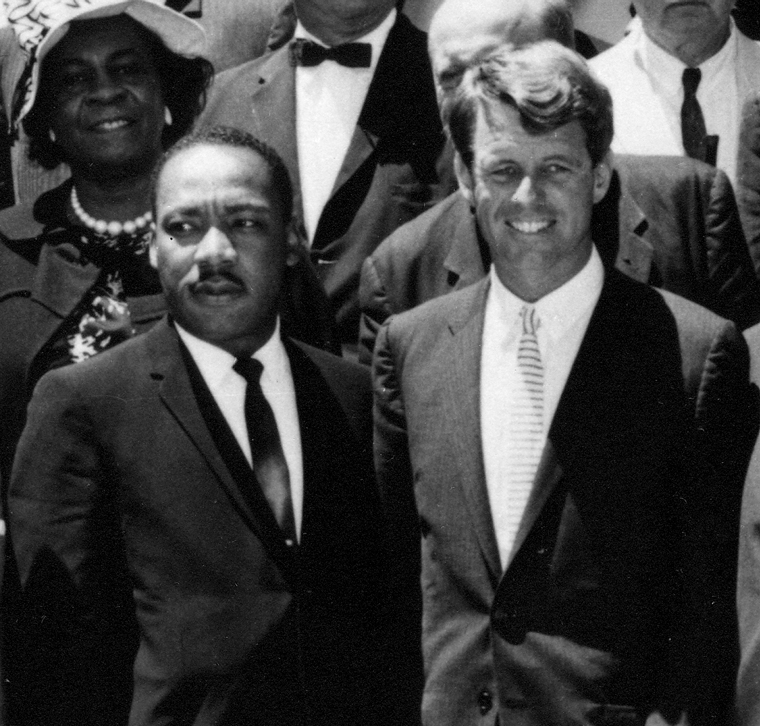
Kennedy i Martin Luther King Jr., 1963

Robert Francis Kennedy, Bobby Kennedy, RFK (ur. 20 listopada 1925 w Brookline, zm. 6 czerwca 1968 w Los Angeles) – amerykański polityk, 64. prokurator generalny Stanów Zjednoczonych (1961–1964), senator stanu Nowy Jork (1965–1968), młodszy brat 35. prezydenta Stanów Zjednoczonych, Johna F. Kennedy’ego.

## Życiorys

### Młodość i edukacja
Urodził się 20 listopada 1925 w Brooklinie w stanie Massachusetts jako siódme dziecko Rose i Josepha P. Kennedych. Jego rodzice pochodzili z zamożnych rodzin irlandzkich imigrantów. Małżeństwo Kennedych stawiało na naukę rywalizacji wśród swoich dzieci, Joseph zaplanował, że jego dzieci osiągną najwyższe stanowiska w państwie. Robert w dzieciństwie miał cechować się zaszczepionym duchem rywalizacji, ale także nieśmiałością i wrażliwością, a także pobożnością.
W 1938 przeprowadził się z rodziną do Wielkiej Brytanii, gdzie jego ojciec objął stanowisko ambasadora, które piastował przez dwa lata. Robert wrócił do Stanów Zjednoczonych niedługo przed wybuchem II wojny światowej. Podczas wojny służył w amerykańskiej marynarce wojennej. W trakcie pełnienia służby w 1944 zginął jego brat Joseph Patrick Kennedy Jr. W 1946 był marynarzem na niszczycielu nazwanym na cześć jego poległego brata.
Parokrotnie zmieniał szkołę w związku z przeprowadzkami rodziny. Od 1942 uczęszczał do Milton Academy, a w 1948, po odbyciu służby wojskowej podczas II wojny światowej, ukończył Harvard z tytułem licencjata nauk politycznych. Ukończył także University of Virginia School of Law w 1951. W trakcie nauki w Virginii poślubił Ethel Skakel, koleżankę jego siostry, Jean.

### Początek kariery

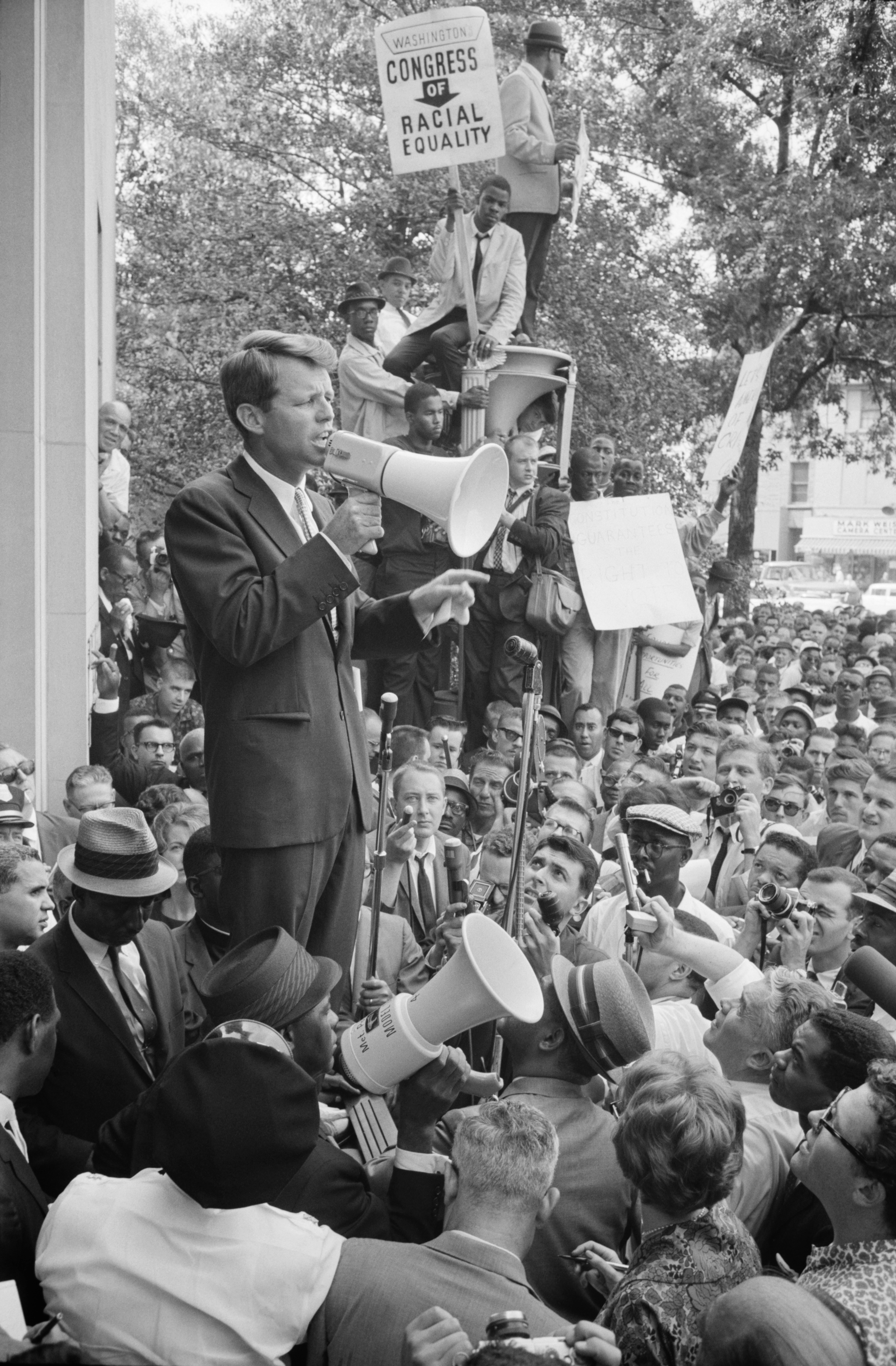
Prokurator Generalny Robert F. Kennedy przemawia przez megafon do tłumu Afroamerykanów i białych przed Departamentem Sprawiedliwości; widoczny znak Kongresu Równości Rasowej

W 1951 został członkiem Stowarzyszenia Adwokatów Massachusetts. W listopadzie tego samego roku Kennedy przeprowadził się wraz z żoną i córką do kamienicy w dzielnicy Georgetown w Waszyngtonie i rozpoczął pracę jako prawnik w Sekcji Bezpieczeństwa Wewnętrznego Wydziału Karnego Departamentu Sprawiedliwości Stanów Zjednoczonych. W lutym 1952 został przeniesiony na Brooklyn, gdzie pracował jako asystent prokuratora generalnego we wschodnim Nowym Jorku. Zarządzał wygraną kampanią swojego brata Johna do Senatu w 1952.
W 1953, dzięki wpływom ojca, został mianowany na jednego z asystentów Stałej Podkomisji Dochodzeniowej Senatu, a jego bezpośrednim przełożonym został republikanin Roy M. Cohn. Po sporze z Cohnem w 1953 zrezygnował ze stanowiska, jednak wrócił do podkomisji w lutym 1954 jako doradca z ramienia demokratów. Rok później został głównym doradcą komisji. Prowadził śledztwo w sprawie rzekomych wpływów komunistów w administracjach prezydenckich. W 1957 był głównym doradcą senackiej komisji prowadzącej śledztwo w sprawie haraczy pracowniczych. Oskarżał wtedy m.in. Jimmy’ego Hoffę o defraudację pieniędzy należących do związku zawodowego.

### Prokurator generalny Stanów Zjednoczonych
Po wygranej Johna F. Kennedy’ego w wyborach prezydenckich w 1960 (w której kierował jego zwycięską kampanią wyborczą), nowo wybrany prezydent mianował swojego brata (który był też członkiem jego sztabu wyborczego w kampanii) prokuratorem generalnym.
Podczas jego kadencji na tym stanowisku liczba wyroków skazujących przeciwko przestępczości zorganizowanej miała wzrosnąć ośmiokrotnie. Podczas kadencji prokuratora generalnego zaczął działać na rzecz praw obywatelskich dla Afroamerykanów.

#### Berlin
Jako jeden z najbliższych doradców prezydenta, Kennedy odegrał kluczową rolę w wydarzeniach związanych z kryzysem berlińskim w 1961. Działając głównie poprzez prywatne połączenie z radzieckim szpiegiem Georgiiem Bolszakowem, przekazywał ważne komunikaty dyplomatyczne między rządami amerykańskim i sowieckim. To połączenie pomogło USA w zorganizowaniu szczytu w Wiedniu w czerwcu 1961, na którym doszło do spotkania Nikity Chruszczowa z Johnem Kennedym.

#### Jimmy Hoffa
Jako prokurator generalny Kennedy prowadził bezlitosną walkę przeciwko przestępczości zorganizowanej i mafii. W 1962 Jimmy Hoffa został oskarżony o wymuszanie haraczy od firmy zatrudniającej członków związku Teamsters. Proces zakończył się fiaskiem, gdyż ława przysięgłych nie mogła uzgodnić ostatecznego wyroku. Później został jednak przyłapany na próbie przekupstwa jednego z przysięgłych – otrzymał karę ośmiu lat pozbawienia wolności. W 1964 skazano go za defraudację 1,7 miliona dolarów ze związkowego funduszu emerytalnego. Po trzech latach apelacji, w 1967 Hoffa trafił do więzienia na 58 miesięcy. Wyszedł jednak na wolność w 1971 po ułaskawieniu przez prezydenta Nixona z zastrzeżeniem, że nie może przez 10 lat prowadzić działalności związkowej. Hoffa zaginął w 1975.

### Walka o prawa człowieka
Przez właściwie całą swoją karierę polityczną zaangażowany był w walkę o egzekwowanie praw obywatelskich. W 1962 zdawało się to obejmować prawie każdą dziedzinę jego życia publicznego i prywatnego, od ścigania skorumpowanych urzędników wyborczych z Południa po odbieranie późnych nocnych telefonów Coretty Scott King w sprawie uwięzienia jej męża po demonstracji w Alabamie.
Podczas swojej kadencji, jako prokurator generalny, podjął najbardziej energiczną i wytrwałą desegregację administracji, jakiej kiedykolwiek doświadczył Kapitol. Zażądał, aby każdy obszar rządu zaczął rekrutować realistyczne poziomy czarnych pracowników oraz pracowników zróżnicowanego pochodzenia etnicznego, posuwając się nawet do krytykowania wiceprezydenta Johnsona za jego niepowodzenie w desegregacji własnego personelu biurowego.
Odegrał dużą rolę w protestach Freedom Riders. Działał po zamachach bombowych na autobusy w Anniston, aby pomóc Jeźdźcom w kontynuowaniu ich podróży, wysyłając Johna Seigenthalera, swojego asystenta, do Alabamy, aby spróbować zapewnić tam bezpieczeństwo Jeźdźców. Przekonał on menedżera The Greyhound Corporation, aby pozyskał operatora autokaru, który byłby skłonny prowadzić specjalny autobus na kontynuację Freedom Ride od Birmingham do Montgomery w stanie Alabama, podczas okrężnej podróży do Jackson, Missisipi.
Później, podczas ataku i spalenia przez wściekły biały tłum Pierwszego Kościoła Baptystów w Montgomery, w którym obecni byli Martin Luther King Jr. i około 1500 sympatyków, prokurator generalny zadzwonił do Kinga, prosząc go o zapewnienie, że nie opuszczą budynku, dopóki siły marszałków USA i Gwardii Narodowej, które wysłał, nie zabezpieczą terenu. King później publicznie podziękował mu za wysłanie sił do przerwania ataku, który w przeciwnym razie mógłby zakończyć jego życie.

### Senator stanu Nowy Jork
Dziewięć miesięcy po zamachu na jego brata, Kennedy postanowił ubiegać się o miejsce w Senacie Stanów Zjednoczonych, reprezentując stan Nowy Jork. Ogłosił swoją kandydaturę 25 sierpnia 1964, dwa dni przed zakończeniem Konwencji Demokratów. Rozważał możliwość ubiegania się o to miejsce od wczesnej wiosny, ale także rozważał sugestię gubernatora Massachusetts o całkowitym porzuceniu polityki po katastrofie samolotu i obrażeniach jego brata Teda w czerwcu.
W czerwcu 1964, razem z żoną i trójką dzieci, przybył m.in. do Polski z prywatną wizytą. Jej celem były odwiedziny u swoich polskich krewnych z rodziny Radziwiłłów, z którymi się spowinowacili poprzez małżeństwo siostry Jacqueline Kennedy – Caroline Lee Bouvier z księciem Stanisławem Radziwiłłem. Podczas wizyty Kennedy odwiedził m.in. Kraków, gdzie – na przekór staraniom polskich władz oraz wbrew protokołowi dyplomatycznemu – przemawiał do entuzjastycznych tłumów; spotkał się także z kardynałem Stefanem Wyszyńskim, doprowadzając do incydentu dyplomatycznego. Pozytywne przyjęcie w Europie przekonało go do pozostania w polityce.
Jego przeciwnikiem w wyborach z 1964 był republikański urzędujący senator Kenneth Keating, który usiłował przedstawić Kennedy’ego jako aroganckiego marudera, ponieważ RFK nie mieszkał w stanie Massachusetts.
Wygrał listopadowe wybory i został 33. senatorem stanu Nowy Jork.
Był przeciwnikiem amerykańskiego zaangażowania w wojnę w Wietnamie. 28 stycznia 1967 roku Kennedy rozpoczął dziesięciodniowy pobyt w Europie, spotykając się z Haroldem Wilsonem w Londynie, który doradził mu, aby powiedział prezydentowi Johnsonowi, że wierzy, że trwający konflikt w Wietnamie jest zły.
Podczas swoich lat jako senator pomógł rozpocząć udany projekt przebudowy w dotkniętym ubóstwem Bedford-Stuyvesant na Brooklynie. Schlesinger pisał, iż Kennedy miał nadzieję, że Bedford-Stuyvesant stanie się przykładem narzuconego przez siebie rozwoju dla innych zubożałych dzielnic. Kennedy miał trudności z uzyskaniem poparcia ze strony prezydenta Johnsona, którego administracja została oskarżona przez Kennedy’ego o sprzeciwianie się programowi „specjalnego wpływu”, który miał przynieść federalny postęp, który popierał. Robert B. Semple Jr. powtórzył podobne zdanie we wrześniu 1967 roku, pisząc, że administracja Johnsona przygotowywała „skoncentrowany atak” na propozycję Roberta F. Kennedy’ego, zgodnie z którą Semple, jak twierdził, „zbuduje więcej i lepsze tanie mieszkania w slumsach poprzez prywatne przedsiębiorstwa”. Kennedy zwierzył się dziennikarzowi Jackowi Newfieldowi, że nawet podczas gdy próbował współpracować z administracją poprzez rozmowy z jej członkami i próbę wypracowania kompromisu dotyczącego ustawy, „Nawet nie próbowali razem czegoś osiągnąć. Dla nich to tylko polityka”.
Odwiedził także deltę Missisipi jako członek komisji senackiej dokonującej przeglądu skuteczności programów „Wojny z ubóstwem”, w szczególności ustawy o możliwościach gospodarczych z 1964 r. Marian Wright Edelman opisała Kennedy’ego jako „głęboko poruszonego i oburzonego” widokiem głodujących dzieci żyjących w ekonomicznie beznadziejnych warunkach, co zmieniło jej wrażenie o nim z „twardego, aroganckiego i politycznie zmotywowanego”. Edelman zauważyła ponadto, że senator poprosił ją o wezwanie Martina Luthera Kinga Jr., aby sprowadził zubożałych do Waszyngtonu, aby uczynić ich bardziej widocznymi, co doprowadziło do powstania Kampanii Poor People’s Campaign. Kennedy starał się zaradzić problemom ubóstwa poprzez ustawodawstwo zachęcające przemysł prywatny do lokalizowania się na obszarach dotkniętych ubóstwem, tworząc tym samym miejsca pracy dla bezrobotnych, i podkreślił znaczenie pracy nad dobrobytem.
Pracował w Senackiej Komisji Pracy w czasie aktywizmu na rzecz praw pracowniczych Cesara Chaveza, Dolores Huerta i National Farm Workers Association (NFWA). Na prośbę przywódcy związkowego Waltera Reuthera, który wcześniej maszerował z Chavezem i dostarczał mu fundusze, Kennedy poleciał do Delano w Kalifornii, aby zbadać sytuację. Chociaż niewiele uwagi poświęcono pierwszym dwóm przesłuchaniom komisji w marcu 1966 r. w sprawie ustawodawstwa obejmującego pracowników rolniczych poprzez nowelizację ustawy National Labour Relations Act, obecność Kennedy’ego na trzeciej rozprawie przyniosła rozprawie zainteresowanie mediów i nagłośniła problem.

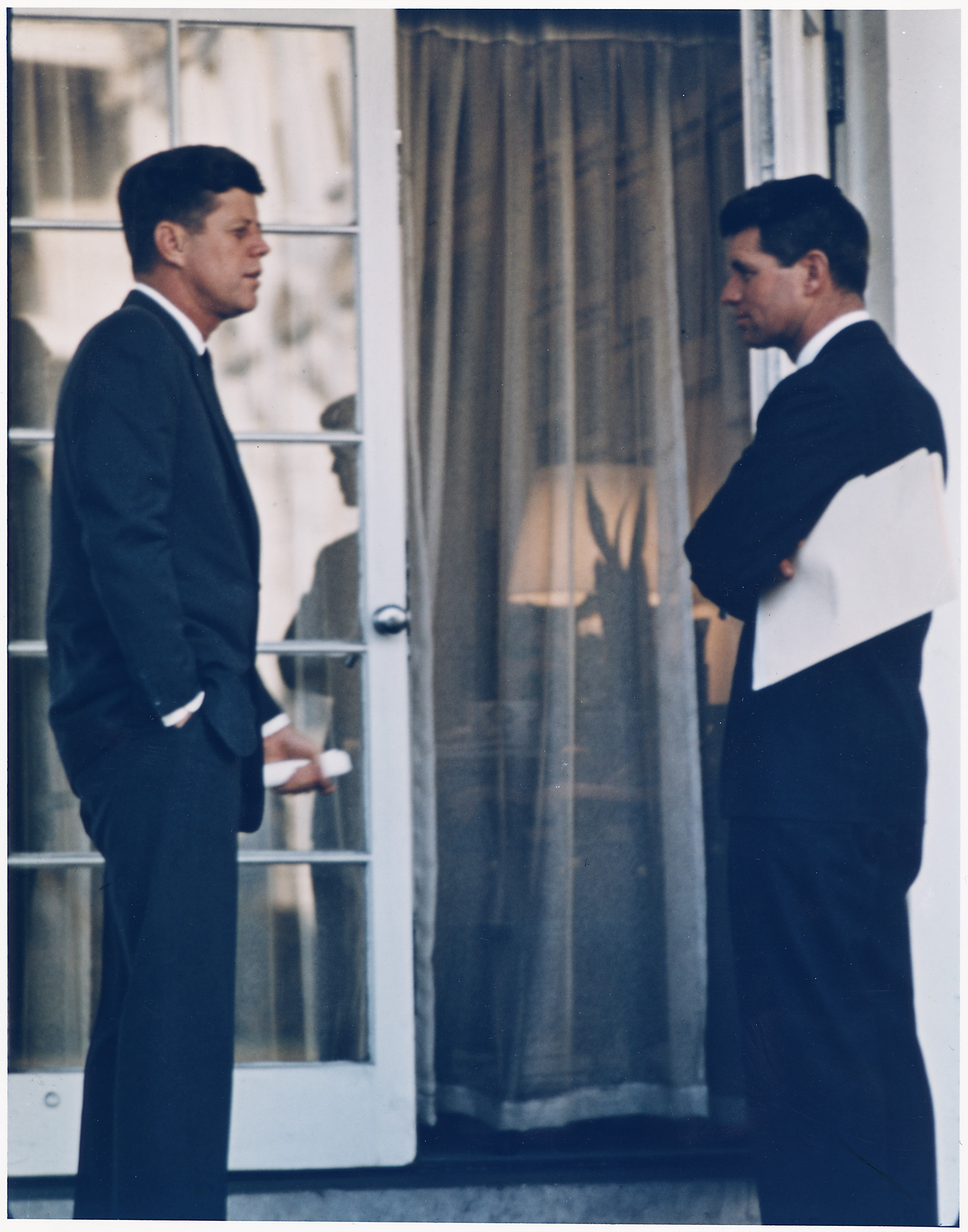
Robert Kennedy z bratem Johnem w 1963

### Start w prawyborach Partii Demokratycznej
W 1968 prezydent Johnson przygotowywał się do ubiegania o reelekcję. W styczniu, w obliczu tego, co powszechnie uważano za nierealistyczny wyścig z urzędującym prezydentem, Kennedy oświadczył, że nie będzie ubiegał się o prezydenturę. Po ofensywie Tết w Wietnamie na początku lutego 1968 r. otrzymał list od pisarza Pete’a Hamilla, w którym pisał, że biedni ludzie trzymają na ścianach zdjęcia prezydenta Kennedy’ego i że Kennedy ma „obowiązek pozostać wiernym temu, co umieściło te zdjęcia na tamtych ścianach”.

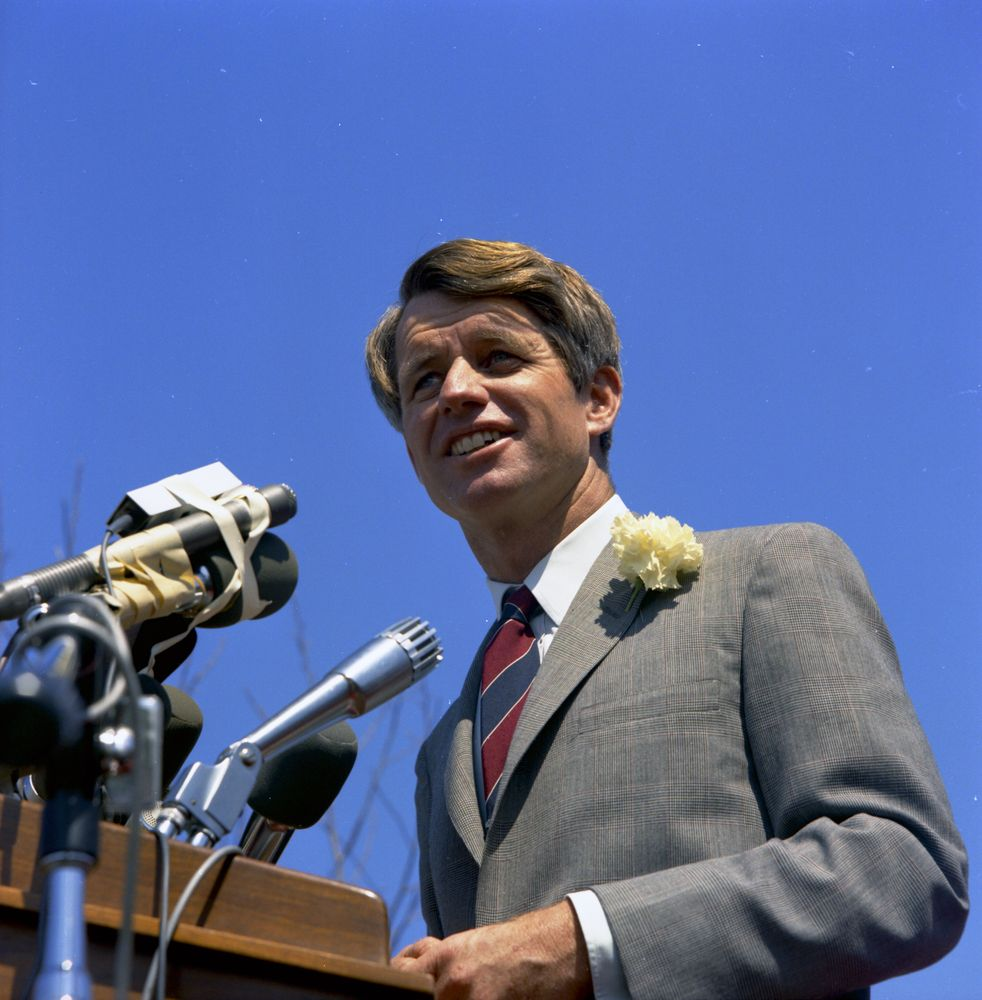
Kennedy w 1968

Kennedy udał się do Delano w Kalifornii, aby spotkać się z działaczem na rzecz praw obywatelskich Césarem Chávezem, który prowadził 25-dniowy strajk głodowy, pokazując swoje zaangażowanie w sprzeciwianie się aktom przemocy. To właśnie podczas tej wizyty w Kalifornii Kennedy zdecydował się kandydować w prawyborach.
Odwiedził liczne małe miasteczka i stawał się dostępny dla mas, uczestnicząc w długich przemówieniach na placach i rogach ulic, często w niespokojnych centrach miast. Uczynił miejską biedę głównym zmartwieniem swojej kampanii, co po części doprowadziło do ogromnych tłumów, które uczestniczyły w jego wydarzeniach w biednych obszarach miejskich lub wiejskich częściach Appalachów.

#### Śmierć Martina L. Kinga
4 kwietnia 1968 dowiedział się o zamachu na Martina Luthera Kinga Jr. i wygłosił szczere, zaimprowizowane przemówienie w centrum Indianapolis, wzywając do pojednania między rasami. Po śmierci Kinga w ponad 100 amerykańskich miastach wybuchły zamieszki, ale nie w Indianapolis, co wielu przypisuje efektowi tego przemówienia. Kennedy zwrócił się do City Club of Cleveland następnego dnia, 5 kwietnia 1968 r., wygłaszając słynne przemówienie On the Mindless Menace of Violence. Brał udział w pogrzebie Kinga w towarzystwie Jacqueline i Teda Kennedy’ego. Opisywano go jako „jedynego białego polityka, który słyszy tylko okrzyki i oklaski”.
Pomimo wysokiej rozpoznawalności Kennedy’ego, McCarthy wygrał większość pierwszych prawyborów, w tym w jego ojczystym stanie Massachusetts i kilka prawyborów, w których on i Kennedy byli w bezpośredniej konkurencji. Kennedy wygrał prawybory Partii Demokratycznej w stanie Indiana 7 maja z 42 procentami głosów, a prawybory w Nebrasce 14 maja z 52 procentami głosów. 28 maja Kennedy przegrał prawybory w Oregonie. Gdyby udało mu się pokonać McCarthy’ego w prawyborach w Kalifornii, wyeliminowałby go z wyścigu i pozostałby w walce razem z wiceprezydentem Humphreyem na sierpniowej konwencji w Chicago.

### Śmierć
Został postrzelony 5 czerwca 1968 w hotelu Ambassador w Los Angeles, wkrótce po wygłoszeniu mowy celebrującej jego zwycięstwo w prawyborach prezydenckich Partii Demokratycznej w Kalifornii. Zmarł dzień później w Good Samaritan Hospital, pochowany na Cmentarzu Narodowym w Arlington. Zamachowiec – Palestyńczyk Sirhan Sirhan pochodził z Jerozolimy. Sprawę przeciwko niemu prowadził w sądzie prokurator Buck Compton, jeden z bohaterów książki Kompania braci autorstwa Stephena E. Abrose’a. Na temat morderstwa Kennedy’ego powstał w 2006 film Bobby, w reż. Emilio Esteveza.
1 listopada 1978 w uznaniu wybitnej i oddanej służby, jaką oddał rządowi i narodowi Stanów Zjednoczonych, otrzymał pośmiertnie Złoty Medal Kongresu (Congressional Gold Medal) – jedno z najwyższych odznaczeń cywilnych w Stanach Zjednoczonych.
W styczniu 2025 prezydent Joe Biden nadał mu pośmiertnie Prezydencki Medal Wolności.

## Życie prywatne
Żonaty z Ethel Skakel od 1950. Ich dzieci to:
1. Kathleen Hartington (ur. 1951), wicegubernator stanu Maryland (1995–2003)
2. Joseph Patrick II (ur. 1952), członek Izby Reprezentantów (1987–1999)
3. Robert Francis Jr. (ur. 1954), prawnik, polityk
4. David Anthony (1955–1984)
5. Mary Courtney (ur. 1956)
6. Michael Le Moyne (1958–1997)
7. Mary Kerry (ur. 1959)
8. Christopher George (ur. 1963)
9. Matthew Maxwell Taylor (ur. 1965), prawnik i autor książek
10. Douglas Harriman (ur. 1967), dziennikarz
11. Rory Elizabeth Katherine (ur. 1968, 7 mies. po śmierci ojca)